# Đorđe Kadijević
Đorđe Kadijević (în sârbă Ђорђе Кадијевић, George Cadievici, n. 6 ianuarie 1933, Šibenik, Regatul Iugoslaviei) este un regizor de film, scenarist și critic de artă sârb și iugoslav. Kadijević este binecunoscut pentru filmele sale de groază și pentru serialul TV istoric Vuk Karadžić. La sugestia scriitorului Umberto Eco, serialul a câștigat Marele Premiu al Europei la Festivalul Internațional de Film de la Roma.
I s-a acordat decorația Ordinul Sretenje (în sârbă Сретењски орден) pentru merite speciale printr-un decret al președintelui Republicii Serbia.
A regizat primul film sârb de groază, Fluturoaica în 1973.

## Filmografie
- Praznik (1967)
- Pohod (1968)
- Heksaptih (1968)
- Darovi moje rođake Marije (1969)
- Žarki (1970)
- Čudo (1971)
- Pukovnikovica (1972)
- Devičanska svirka (1973)
- Štićenik (1973)
- Leptirica (1973)
- Zakletva (1974)
- Marija (1976)
- Beogradska deca (1976)
- Aranđelov udes (1976)
- Čovek koji je pojeo vuka (1981)
- Živo meso (1981)
- Karađorđeva smrt (1983)
- Sveto mesto (1990)
- Napadač (1993)

### Seriale TV
- Vuk Karadžić (1987—1988)
- Poslednja audijencija (2008)